# Ein halbanständiger Antrag
Ein halbanständiger Antrag (engl. Titel: Half-Decent Proposal) ist die zehnte Folge der 13. Staffel und insgesamt die 279. Episode der Serie Die Simpsons. 

## Handlung
Marge ist genervt, weil Homers lautes Schnarchen sie nachts wach hält. Dr. Hibbert empfiehlt eine teure Operation, um das Problem zu beheben. Während sie die Nacht bei Patty und Selma verbringt, um etwas Schlaf zu bekommen, hört Marge in den Nachrichten, dass ihr alter Highschool-Freund Artie Ziff jetzt der fünftreichste Mann der Vereinigten Staaten ist. Betrunken diktiert sie Artie eine E-Mail, um ihm zu seinem Erfolg zu gratulieren, aber Patty und Selma verwandeln sie zu Marges Entsetzen in eine sexuell aufreizende Nachricht. 
Artie, der seit der Highschool von Marge besessen ist, fliegt nach Springfield und macht den Simpsons ein Angebot: Eine Million Dollar, um ein Wochenende mit Marge zu verbringen und ihr zu zeigen, wie das Leben wäre, wenn sie verheiratet wären. Schließlich nimmt Marge das Angebot an, um Homers Schnarchen zu kurieren. Zunächst genießt sie Arties Gesellschaft, doch während einer Nachstellung ihres Highschool-Abschlussballs bringt er sie dazu, gegen ihren Willen mit ihm zu knutschen. Bei dem Versuch, sich auf den Ball zu schleichen, sieht Homer, wie sie sich küssen, und ist am Boden zerstört, ohne die genauen Umstände zu kennen. Eine wütende Marge verlässt Artie und kehrt nach Hause zurück, um festzustellen, dass Homer verschwunden ist und eine aufgezeichnete Nachricht hinterlassen hat. Diese besagt, dass er Springfield zusammen mit Lenny – ebenfalls verzweifelt über seine Beziehung zu Carl – verlassen hat, um auf einem Ölfeld zu arbeiten. 
Während ihrer Arbeit auf einer Ölplattform in West Springfield setzen Homer und Lenny versehentlich eine Ameise in Brand. Die Flammen breiten sich schnell aus und setzen die gesamte Bohrinsel in Brand, was das Leben der beiden Männer gefährdet. Bart spürt Homers Aufenthaltsort auf und beunruhigt damit die ganze Familie, da West Springfield eine Todesfalle ist. Marge lässt ihre Wut auf Artie beiseite und ruft ihn zu Hilfe. Er holt sie in seinem Privathubschrauber ab und fliegt nach West Springfield, um Homer und Lenny zu retten. Zuerst zögern sie, seine Hilfe anzunehmen, aber Artie gibt sich geschlagen und sagt Homer, dass er Marges Liebe niemals gewinnen könnte, selbst mit seinem Vermögen nicht. Lenny ist überrascht, dass Carl ebenfalls an Bord des Hubschraubers ist. Er und Homer werden gerettet, kurz bevor die Plattform zusammenbricht. 
Anstatt den Simpsons eine Million Dollar zu zahlen, schenkt Artie Homer ein Gerät, das sein Schnarchen in beruhigende Musik umwandelt. Das Gerät ermöglicht es Artie auch, Marge durch eine versteckte Kamera zu beobachten und ihr unterschwellige Botschaften zu übermitteln, um sie zu überreden, Homer zu verlassen, woraufhin Marge schockiert aufwacht. 